# Banisteriopsis campestris
Banisteriopsis campestris är en tvåhjärtbladig växtart som först beskrevs av Adrien Henri Laurent de Jussieu, och fick sitt nu gällande namn av Elbert Luther Little. Banisteriopsis campestris ingår i släktet Banisteriopsis och familjen Malpighiaceae. Inga underarter finns listade i Catalogue of Life.

## Bildgalleri

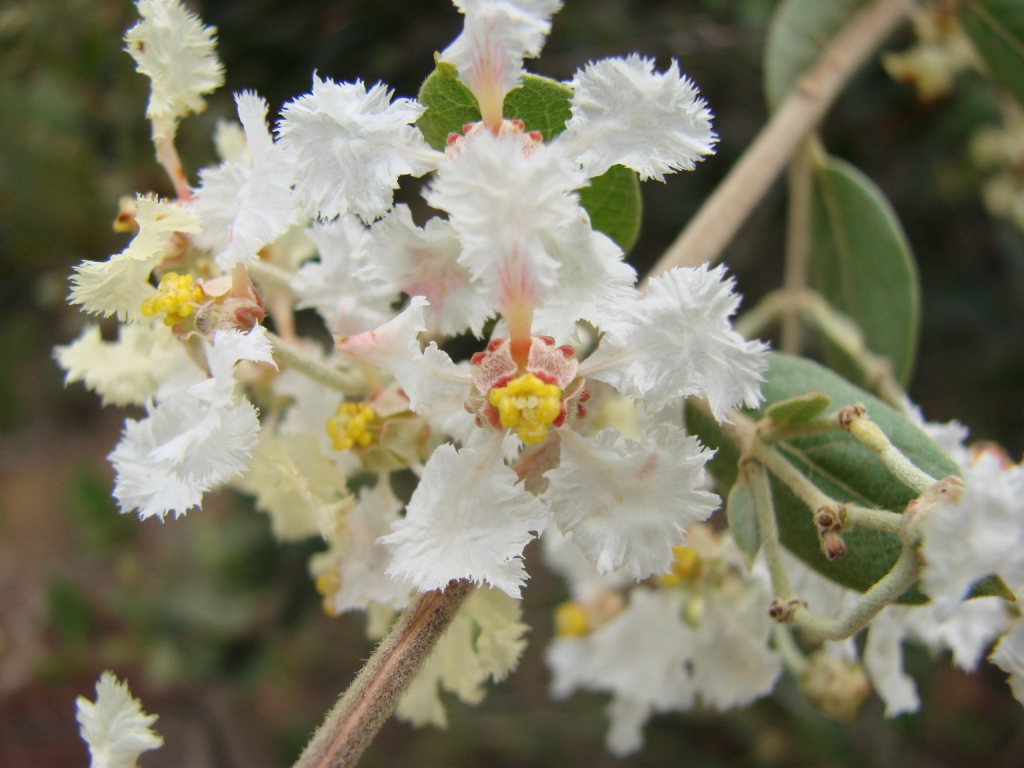